# Rasha Shehada
Rasha Shehada là một nữ giám đốc người Palestine, hiện đang điều hành doanh nghiệp nhập khẩu của gia đình cô, Diamond Line, tại Các Tiểu vương quốc Ả Rập Thống nhất.

## Sự nghiệp
Rasha Shehada sinh ra và lớn lên tại Palestine, là con thứ 2 trong gia đình có 3 anh chị em. Cô chuyển đến Các Tiểu vương quốc Ả Rập Thống nhất khi còn nhỏ cùng gia đình, ban đầu sống ở Abu Dhabi. Cha cô sau đó thành lập một doanh nghiệp nhập khẩu có tên là Diamond Line. Shehada theo học tại Đại học Hoa Kỳ Sharjah và tốt nghiệp vào năm 2007. Ban đầu, cô làm việc trong ngành tiếp thị quốc tế sau khi tốt nghiệp đại học.
Shehada bắt đầu làm việc cho doanh nghiệp của gia đình, và vào năm 2011, cô đến Ohio, Hoa Kỳ theo chương trình trao đổi Hoa Kỳ - Trung Đông dành cho các chủ doanh nghiệp nhỏ. Shehada nhận ra rằng, có sự tương đồng giữa các doanh nghiệp mà do các gia đình điều hành mà cô đã thấy khi còn ở Hoa Kỳ. Cô bắt đầu làm việc cho công ty phát triển kinh doanh và thuyết phục cha cô đầu tư vào việc đào tạo cho nhân viên hiện tại thay vì thuê chuyên gia tư vấn.
Trước khi nghỉ hưu, cha cô đã chia quyền sở hữu công ty thành các phần bằng nhau cho ba người con của mình. Người anh trai và em gái của Shehada đã bầu cho cô trở thành giám đốc điều hành vào năm 2013. Nhiệm vụ đầu tiên của cô là tập trung lại công ty vào hoạt động kinh doanh nhập khẩu dầu mỏ, thay vì cung cấp các vật tư cho khách sạn. Cô được Forbes liệt kê là một trong những phụ nữ có ảnh hưởng nhất trong khu vực về lĩnh vực doanh nghiệp gia đình, và có mặt trong chương trình 100 Women (BBC) vào năm 2015.